# Кноп, Андрей Львович
Барон Иоганн-Андреас Кноп (Андрей Львович Кноп; нем. Knoop Andreas; 1855 Москва, Россия —1927 Англия) — российский и немецкий промышленный и банковский деятель, благотворитель, действительный статский советник (1912).

## Биография
Родился в 1855 году в Москве в семье купца 1-й гильдии  Льва Герасимовича (Людвига Иоганна) Кнопа (1821—1894), родившегося в Германии, в 1839 году приехавшего в Россию и позже получившего от царя Александра II баронский титул.
В начале 1860-х годов был увезён отцом в Германию. Жил в Бремене, где получил среднее и высшее образование. Затем в течение трёх лет изучал текстильное производство в Великобритании и США. После этого вернулся в Россию и с 1882 года стал купцом 1-й гильдии. В 1880—1890 годах Кноп занимался торговлей хлопком и чаем в Москве и на Нижегородской ярмарке. Под руководством своего дяди И. К. Прове участвовал в управлении семейной фирмой «Людвиг Кноп», а в 1901 году возглавил фирму и был её директором-распорядителем по 1916 год.
Кноп являлся одним из самых богатых предпринимателей в России. Был председателем и членом правлений многих промышленных предприятий и банков, в том числе и Московско-Волжско-Бакинского нефтепромышленного товарищества. В 1909—1914 годах был старшиной Московского биржевого комитета. В 1906 году Андрей Кноп был одним из создателей общероссийской организации предпринимателей — Съездов представителей промышленности и торговли и в 1906—1915 годах входил в состав совета Съездов.
По политическим убеждениям он был октябрист, являлся членом московского центрального комитета и всероссийского центрального комитета «Союза 17 Октября» — делал крупные пожертвования партии. Также занимался благотворительностью: был попечителем больницы имени императора Александра III и Московского коммерческого института, членом Московского отделения попечительства о глухонемых. Кроме того, Кноп состоял членом Московского автомобильного общества.

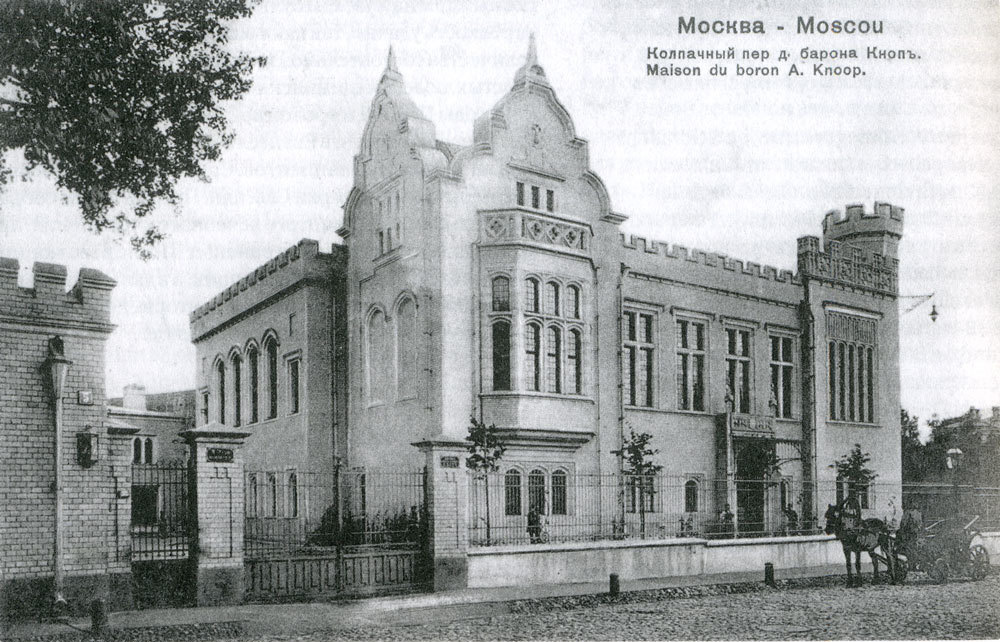
Особняк Кнопа в Москве, 1905 г.

Жил в Москве — в собственном особняке в Колпачном переулке, 5 (построен в 1900 году архитектором К. В. Трейманом). После Октябрьской революции переехал в Эстонию, затем — в Германию.
Умер и похоронен в Англии в 1927 году.